# 油墨擴張彌補

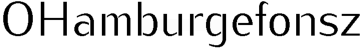
一種使用了油墨擴張彌補的字形Kurier，由Małgorzata Budyta設計

油墨擴張彌補技術在馬修·卡特設計的Bell Centennial字形中的使用

油墨擴張彌補（英語：Ink trap）是指某些字體的一種處理技術，即將字體角落處移除一部分，留出空缺，以使得在印刷時油墨自然擴散而恰好將這些部分填補上，避免了油墨過多相互浸潤而使得印刷文字邊緣模糊不清的情況。

通常，油墨擴張彌補只用於小字號的字體，故報紙的印刷字形多採用該技術。這種類型的字體也適用於印刷分類廣告和電話簿。

使用該技術的西文字體包括Kurier，Bell Centennial以及Tang。